# Kvistrup
Kvistrup eller Quistrup (nævnes 1163 som Quistrop, af subst. kvist eller tilnavnet Kvist og -torp 'udflytterbebyggelse'), er en hovedgård (sædegård) ca. 3 km syd for Struer i Gimsing Sogn, Region Midtjylland, tidligere Ringkøbing Amt.
Herregården kendes fra 1163, da den blev ladegård under Tvis Kloster. Efter Reformationen solgte kronen gården, som derefter kom i skiftende slægters eje. Den trefløjede hovedbygning rummer rester af en renæssancebygning fra 1637, men fremstår i sin nuværende form efter en omfattende ombygning i 1800-tallet.
Siden 1888 har Kvistrup været ejet af slægten Olufsen, og i tiden 1925–27 påbegyndte Svend Olufsen og Peter Bang her deres virksomhed Bang & Olufsen.